# Teroristický útok na letišti Domodědovo

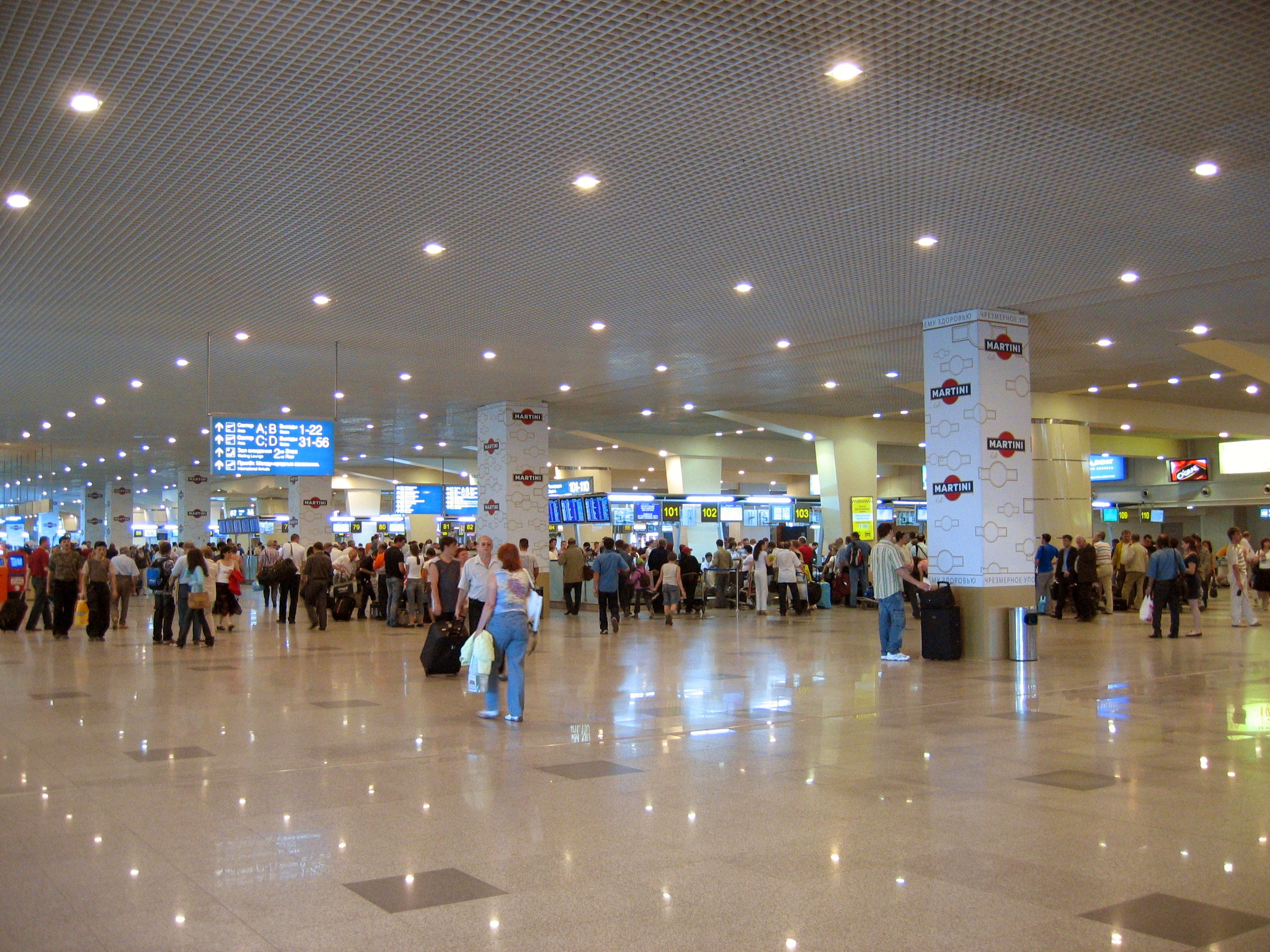
Terminál letiště Domodědovo

Teroristický útok na letišti Domodědovo byl sebevražedný útok, který se stal 24. ledna 2011 na moskevském letišti Domodědovo. Při útoku zahynulo 35 lidí a 180 jich bylo zraněno. Mezi zraněnými byli rovněž slovenští herci Zuzana Fialová a Ľuboš Kostelný.

## Podrobnosti
Nálož explodovala v 16 hodin 37 minut místního času v zavazadlové oblasti mezinárodní příletové haly terminálu letiště. Přímo na letišti bylo výbuchem zabito nejméně 35 lidí a zraněno nejméně 180, z toho 86 muselo být hospitalizováno. 31 obětí zemřelo na letišti, tři v nemocnicích a jeden v ambulanci. Některé zprávy uvádějí, že výbuch byl dílem sebevražedného atentátníka, vyšetřovatel řekl, že exploze byla způsobena pomocí „improvizovaného zařízení zabaleného se šrapnely s kousky nasekaných drátků“ a odpovídající mezi 2 a 5 kg TNT. Zároveň bylo oznámeno hledání tří podezřelých mužů. Dále vyšetřovatel uvedl, že výbuch byl dílem teroristů. Vyšetřovatelé našli hlavu muže a jsou přesvědčeni, že by mohlo jít o sebevražedného atentátníka.
Podle ruských novin byl útok proveden dvěma sebevražednými atentátníky – muž a žena. Další tři komplicové, jsou asi na útěku. Bezpečnostní experti spekulují, že útočníci mohli být z islamistické milice ze severu Kavkazu, ačkoli to nebylo potvrzeno. Útok by tak mohl být akt pomsty za posledních antimilitantní operací, včetně zabití Pakhrudina Gadzhijeva v Dagestánu minulý pátek. Gadzhijev byl podezřelý z organizování sebevražedných útoků v loňském roce. Prvním podezřelým se stal etnický Rus Vitalij Razdobudko díky nalezené hlavě údajného atentátníka. Podle testů DNA byl z činu usvědčen ingušský student Magomed Jevlojev, což potvrdil ingušský prezident Junus-Bek Jevkurov.

## Počty obětí
| Země                   | Mrtví | Zranění |
| ---------------------- | ----- | ------- |
| Rusko                  | 29    | 58      |
| Tádžikistán            | 2     | 4       |
| Německo                | 1     | 1       |
| Spojené království     | 1     | 1       |
| Uzbekistán             | 1     | 1       |
| Rakousko               | 2     |         |
|                        |       |         |
| Ukrajina               | 1     |         |
| Nigérie                |       | 2       |
| Slovensko              |       | 2       |
| Francie                |       | 1       |
| Itálie                 |       | 1       |
| Moldavsko              |       | 1       |
| Srbsko                 |       | 1       |
| Slovinsko              |       | 1       |
| Vietnam                |       | 1       |
| Neidentifikované oběti |       | 13      |
| Celkem                 | 37    | 180     |

## Soudní proces
Proces s atentátníky se konal 11. listopadu 2013. Za teroristický čin, za vraždu a za pokus o vraždu byli Islam a Ilez Jandijevové a Bašir Chamchojev odsouzeni na doživotí, mladistvý Ahmed Jevlojev na 10 let vězení. Útok podle vyšetřovatelů provedl Ahmedův bratr Mahomed na příkaz vůdce „Kavkazského emirátu“ Doku Umarova.